# Нюхмумрик
Нюхмумрик[джерело?], Снусмурик (швед. Snusmumriken, від швед. Snus – снюс) – персонаж казкових книг про мумі-тролів фінської письменниці Туве Янссон. 
Кожної зими Нюхмумрик вирушає на Південь, щоб навесні повернутися до країни мумі-тролів. Щоразу, перед тим як покинути країну мумі-тролів, він залишає листа для Мумі-троля, маленького та майже завжди однакового. Він син Мюмлі та Потішника і є братом Маленької Мю та Доні Мюмлі. Нюхмумрик – мандрівник і великий любитель пригод. Де б він не був, він завжди зустрічає нових друзів і дізнається цікаві історії. Також Нюхмумрик любить самотність, курити люльку і грати на своїй гармошці. Не любить табличок, що забороняють що-небудь, будинків та Сторожа парку. Одного разу він виростив гаттіфнатів на галявині у Сторожа, для того, аби змусити його втекти, а заразом спалив усі таблички. Вони з Мумі-тролем великі друзі. Нюхмумрик відрізняється задумливим, цілеспрямованим характером. Він мовчазний, хоча насправді знає велику кількість цікавих історій.

## Поява
Книги, у яких з’являється Нюхмумрик:
- Комета прилітає – перша поява Нюхмумрика. Він знайомиться із Мумі-тролем та Чмихом, які зустріли його по дорозі в Обсерваторію, щоб дізнатися більше про Комету.
- Капелюх Чарівника – у цій книзі ми дізнаємося більше про Нюхмумрика, зокрема про те, що він справжній мандрівник, який не може довго залишатися на одному місці.
- Мемуари Тата Мумі-троля – роль Нюхмумрика у цій книзі незначна, але ми багато дізнаємося про його родину.
- Небезпечне літо – Нюхмумрик відіграє велику роль. Він протистоїть Сторожу, рятує Маленьку Мю і стає (не за власним бажанням) татом для групи сиріт.
- Невидиме дитятко – книга складається із великої кількості коротких оповідань, в яких фігурує Нюхмумрик. Він є присутнім в оповіданнях «Історія про останнього на світі дракона», «Весняна пісня», «Щедрик», «Секрет гаттіфнатів».
- Наприкінці листопада – в останній книзі Нюхмумрик та інші герої поселяються у долині мумі-тролів, яку ті покинули (про це розповідається у книзі «Тато і море») і намагаються там обжитися.

1. ↑  Рябоконь І. С. Роль зображення героїв, образів і предметіву казках фінської письменниці Туве Янсон. — 2020. — С. 99-105. «Сюди можна зарахувати весь набір речей, із якимиасоціюється Снусмумрик: його капелюх, губна гармоніка...»